# Vaszilij Ivanovics Vajnonen
Vaszilij Ivanovics Vajnonen, (oroszul: Васи́лий Ива́нович Вайно́нен) (Szentpétervár, 1901. február 21. – Moszkva, 1964. március 23.) szovjet (karél) koreográfus.

## Élete
A Cári Balett iskolában végzett 1919-ben, Főként a Kirov Balett, utóbbi nevén Mariinszkij Balettnél dolgozott 1930 és 1938 közt. A Bolsoj balett társulatnál is dolgozott, összesen nyolc évig.
Leginkább ismert és ünnepelt műve az 1934-ben keletkezett Csajkovszkij A diótörő balettzenéjére alkotott és világszerte játszott koreográfiája, amelyet DVD-re is többször felvettek, és máig több balett-társulat repertoárján szerepel világszerte, így Budapesten is folyamatosan játsszák. Világhíres koreográfusok, így pl. Barisnyikov és Grigorovics szívesen kölcsönöztek motívumokat a Vajnonen-féle Diótörőből saját produkcióikhoz. Tévesen Vajnonennek tulajdonítják a szerelmi szál megjelenését, valamint Mária hercegnő és a Herceg szerepeinek felnőtt táncosokra osztását, valamint azt az ötletet, hogy Marika és a Diótörő kalandjairól a darab végén kiderül, hogy Marika álma volt az egész. Holott ezek az elemek már Gorszkij koreográfiájában, az 1919 évi felújításban megjelentek.
Vajnonen számos koreográfiája közül jelentős, amit Sosztakovics Az aranykor (1930), Aszafjev Párizs lángjai (1932) illetve Hacsaturján Gajane (1957) c. balettzenéjére alkotott.